# U 515
U 515 war ein deutsches U-Boot der Kriegsmarine vom Typ IX C, welches im Zweiten Weltkrieg im Atlantik eingesetzt wurde. Auf seinen sechs Unternehmungen versenkte es 23 Schiffe und beschädigte vier Schiffe, davon zwei schwer, wodurch 1145 Menschen starben. Allein 655 Tote gab es bei der Versenkung des britischen Passagierschiffes Ceramic in der Nacht zum 7. Dezember 1942. Bei der Versenkung von U 515 am 9. April 1944 nahe Madeira starben 16 Männer der Besatzung, während 44 Mann in US-amerikanische Kriegsgefangenschaft gerieten. Der Kommandant Werner Henke, dem suggeriert wurde, die Briten wollten ihm wegen der Ceramic-Versenkung und nachfolgender Ermordung Schiffbrüchiger den Prozess machen, versuchte aus dem US-Verhörzentrum in Fort Hunt zu fliehen und wurde auf der Flucht erschossen.

## Geschichte
Der Bauauftrag für dieses Boot wurde am 14. Februar 1940 an die Deutsche Werft in Hamburg vergeben. Am 8. Mai 1941 begann der Bau. Am 2. Dezember 1941 lief U 515 vom Stapel. Die Indienststellung fand am 21. Februar 1942, unter Oberleutnant zur See Werner Henke, statt.
Bis August 1942 unterstand U 515 der 4. U-Flottille in Stettin als Ausbildungsboot zum Training der Besatzung. Danach war es bis zu seinem Untergang der 10. U-Flottille in Lorient als Frontboot zugeteilt. Als Mützenabzeichen trug die Besatzung das Flottillenzeichen der 10. U-Flottille, ein U-Boot vor einem Balkenkreuz. Als Maling war am Turm ein Hammer angebracht.

### Einsätze
U 515 machte sechs Feindfahrten, auf denen es insgesamt 25 Schiffe mit 157.064 BRT versenken konnte. Ein weiteres Schiff mit 6.034 BRT und ein Zerstörer wurden beschädigt.

#### Erste Unternehmung
U 515 lief am 12. August 1942, mit U 514 und U 516 von Kiel zur ersten Feindfahrt aus. Über Kristiansand (Norwegen) nahm es Kurs auf sein Operationsgebiet, welches östlich der Insel Trinidad lag. Dort wurden neun Schiffe mit 46.782 BRT versenkt und eines mit 6.034 BRT beschädigt. Am 14. Oktober 1942 lief U 515 in Lorient ein.

#### Zweite Unternehmung
Am 7. November 1942 lief U 515 von Lorient aus. Am 12. November versenkte es vor Gibraltar das britische Zerstörer-Depotschiff Hecla und torpedierte den Zerstörer Marne. In der Nacht zum 7. Dezember 1942 wurde das britische Passagierschiff Ceramic westlich der Azoren versenkt (655 Tote). Diese Versenkung sollte später dem Kommandanten, Werner Henke, zum Verhängnis werden. Am 6. Januar 1943 lief U 515 wieder in Lorient ein. Auf dieser Fahrt wurden zwei Schiffe mit 29.563 BRT versenkt und ein Kriegsschiff mit 1.920 t beschädigt.

#### Dritte Unternehmung
U 515 lief am 21. Februar 1943 von Lorient aus. Operationsgebiet war diesmal die Westküste Afrikas. Dort konnte das Boot in der Nacht zum 1. Mai 1943 aus dem Geleitzug TS 37 acht Schiffe mit 49.186 BRT versenken. Dies war der größte Erfolg eines Einzelbootes an einem Konvoi während des Krieges. Nach 124 Tagen erreichte U 515 am 24. Juni 1943 wieder Lorient. Es hatte auf dieser Fahrt insgesamt elf Schiffe mit 67.043 BRT versenkt.

#### Vierte Unternehmung

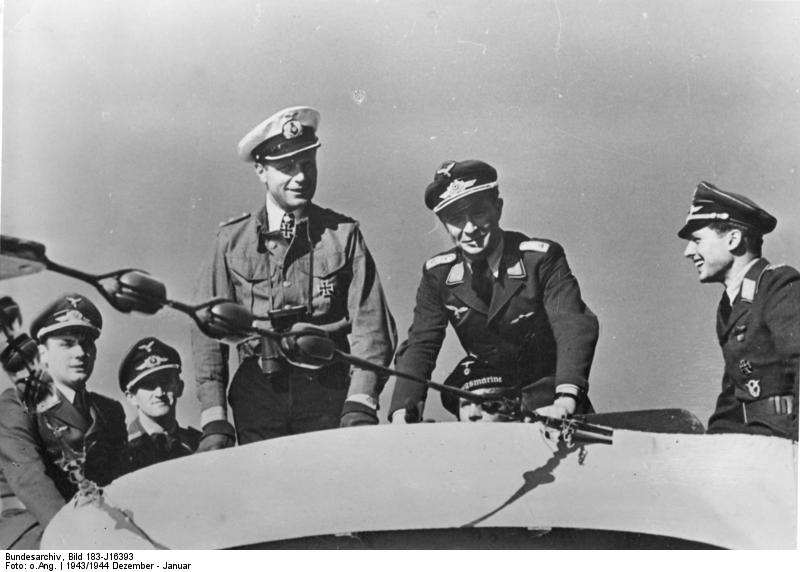
Kptlt. Henke mit Angehörigen der Luftwaffe auf dem Turm des Bootes

U 515 lief am 29. August aus Lorient aus. Östlich der Azoren griff es einen Geleitzug an, wurde jedoch von den Begleitzerstörern abgedrängt. Mit schweren Beschädigungen erreichte das Boot am 12. September 1943 wieder Lorient. Es wurden keine Schiffe versenkt oder beschädigt.

#### Fünfte Unternehmung
Am 9. November 1943 lief U 515 von Lorient aus. Das Operationsgebiet lag vor Westafrika. Das Boot konnte dort drei Schiffe versenken und eines nachhaltig beschädigen, dass es aufgegeben werden musste. Insgesamt wurden dem Kommandanten Henke 22.263 versenkte BRT angerechnet. Am 14. Januar 1944 lief es wieder in Lorient ein.

#### Sechste Unternehmung
Am 29. März 1944 lief U 515 zu seiner letzten Fahrt von Lorient aus. Am 9. April 1944 wurde es nördlich der portugiesischen Insel Madeira von der U-Jagdgruppe des Captain Daniel V. Gallery versenkt. Auf dieser Fahrt wurden keine Schiffe versenkt oder beschädigt.

### Untergang

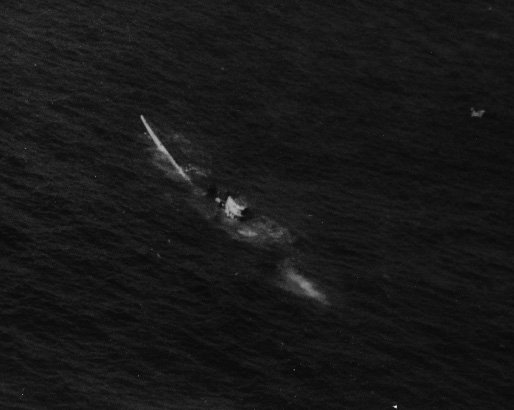
U 515 versinkt über den Bug

In der Nacht zum 9. April 1944 wurde U 515 von Flugzeugen des Geleitflugzeugträgers Guadalcanal gesichtet und angegriffen. Das Boot konnte aber wegtauchen. Am folgenden Morgen wurde es von den vier Begleitzerstörern (Pillsbury, Chatelain, Flaherty und Pope), aufgespürt und mit Wasserbomben angegriffen. Am Nachmittag musste U 515 schwer beschädigt auftauchen. Es wurde sofort beschossen. Henke befahl, das Boot aufzugeben. Beim Verlassen des Bootes wurden 16 Männer getötet. 44 Besatzungsmitglieder, darunter auch der Kommandant Werner Henke, wurden von den US-Zerstörern als Kriegsgefangene an Bord genommen und auf die USS Guadalcanal überstellt. U 515 sank auf der Position 34° 21′ 0″ N, 19° 10′ 48″ W. Der Flugzeugträger brachte die Gefangenen am 26. April 1944 im Marinestützpunkt Naval Station Norfolk an Land.
Nachdem der Kommandant des Geleitträgers dem deutschen U-Bootkommandanten gesagt hatte, dass die britischen Befehlshaber ihn wegen der Versenkung der Ceramic und der Ermordung von Schiffbrüchigen aus diesem Schiff zur Verantwortung ziehen wollten, und mit einer Überstellung dorthin drohte, willigte Henke ein, mit dem US-Nachrichtendienst zusammenzuarbeiten. Werner Henke wurde am 15. Juni 1944 bei einem Fluchtversuch aus dem Verhörzentrum Fort Hunt erschossen.